# Крушија
Крушија је морски канал који се налази дуж југозападне обале острва Плавник. Са западне стране канала се налази острво Црес.
Северну границу чини линија која спаја рт Селзине на Цресу са ртом Вели Пин на Плавнику, а јужна граница је приближно одређена правцом рт Тареј на Цресу - острвца Кормати.
Изласком из канала Крушије са јужне стране се упловљава у Кварнерић. Испловљавањем према северу се улази у Средња врата.
У каналу Крушија су највеће дубине Кварнера и једне од највећих у целом северном Јадрану. Највећа дубина износи 113 метара.